# L'Opéra Imaginaire
L'Opéra Imaginaire è un film del 1993 diretto da Pascal Roluin.

## Trama
Un misterioso signore proprietario dell'Opéra illustra agli spettatori alcuni brani d'opera e presenta loro i personaggi. Molto simile a Fantasia della Disney, il film propone ai bambini alcuni brani d'opera in chiave "cartoonistica".
Tali brani sono:
- Ridi, Pagliaccio, dai Pagliacci di Ruggero Leoncavallo. Nello spezzone, Pagliaccio (cantato da Franco Corelli), scopre sua moglie Colombina che lo tradisce durante lo spettacolo.
- La donna è mobile, dal Rigoletto di Giuseppe Verdi. Nello spezzone il Duca canta il suo amore libertino per le donne. Gli compaiono in sfilata le donne rappresentate nei quadri famosi (Olimpia, Il bagno turco...).
- Carmen, dall'opera omonima di Georges Bizet (coro dei monelli Avec la garde montante). Carmen legge i tarocchi, e una sfilata di soldatini, scheletri, delinquenti e toreri sfila davanti ai suoi occhi.
- Voi che sapete, da Le nozze di Figaro di Wolfgang Amadeus Mozart . La Contessa d'Almaviva e Susanna, per vendicarsi del conte, decidono di farsi aiutare dal cameriere Cherubino per giocargli uno scherzo, vestendolo da donna.
- Madame Butterfly, dall'opera omonima di Giacomo Puccini (aria Un bel dì vedremo). Ciociosan attende l'arrivo di Pinkerton, e sogna il giorno in cui arriverà. Ma si rende subito conto che non è altro che un giochetto dell'ufficiale americano...una farfalla imbalsamata da collezione...
- Pecheurs de Perles, da I pescatori di perle di Bizet (duetto Au fond du temple saint). Un pescatore trova una perla, e con essa vuole portare in sposa la sua amata, ma lei è già promessa a qualcuno...
- Du also bist mein Brautigam?, da Il flauto magico di Mozart. Pamina, credendo che Tamino sia morto, vorrebbe suicidarsi, ma viene fermata da tre giovani (raffigurati da un cilindro, un cubo e un cono) che la portano dall'amato Tamino.
- Cendrillon, tratto da La Cenerentola di Gioachino Rossini (sestetto Questo è un nodo avviluppato). Don Ramiro e Dandini raggiungono il castello di Don Magnifico, e lì il principe riconosce in Angelina la bella dama velata. Cenerentola, confusa, non sa più chi è Ramiro. In un gioco di maschere, vede Ramiro diventare le sorellastre, e il paggio Dandini diventare il patrigno don Magnifico...ma che sta succedendo?
- La Veau d'or, dal Faust di Charles Gounod. Il diavolo Mephistofeles racconta in uno spettacolo di burattinio come ha ingannato l'anima di Faust e di come il giovane abbia rovinato l'anima di Marguerite.
- Noi siamo zingarelle da La traviata di Verdi. Nella tavola da pranzo c'è una grande festa sulla torta. Un gruppo di pasticcini, coctail e creme, non invitati, vi partecipa, e rende la torta, senza alcuna decorazione, un dolce bellissimo.
- Lakmé, dall'opera omonima di Léo Delibes. Lakmé e Gerald si incontrano nel tempio e si innamorano.
- E lucevan le stelle, dall'opera Tosca di Puccini. Cavaradossi viene condotto all'esecuzione, mentre la sua Tosca uccide a Palazzo Farnese il crudele baron Scarpia. Non appena Tosca giunge a Castel Sant'Angelo, Cavaradossi viene fucilato.